# 69870 Fizeau
69870 Fizeau este un asteroid din centura principală de asteroizi.

## Descriere
69870 Fizeau este un asteroid din centura principală de asteroizi. A fost descoperit pe 20 septembrie 1998 la Observatorul La Silla de Eric Walter Elst. Asteroidul prezintă o orbită caracterizată de o semiaxă mare de 3,15 ua, o excentricitate de 0,28 și o înclinație de 21,6° în raport cu ecliptica.